# Attac
L'Associació per la Taxació de les Transaccions i per l'Ajuda als Ciutadans (Attac o ATTAC) és un moviment internacional que promou el control democràtic dels mercats financers i de les institucions que gestionen aquests mercats. És membre de l'ONG europea Finance Watch i dona suport als diferents moviments d'Indignats arreu dels països perifèrics i centrals de l'euro. Alguns membres destacats són Ignacio Ramonet, Bernard Cassen, Viviane Forrester, Noam Chomsky, Arcadi Oliveres o Gisèle Halimi.
Actualment el seu nom és Moviment internacional de ciutadans pel control democràtic dels mercats financers i les seves institucions, tot i que manté les sigles originals Attac.

## Orígens
Attac es va originar a França el 1998, com a grup de pressió a favor de la introducció d'una taxa a les transaccions financeres internacionals (Taxa Tobin), per restringir la volatilitat dels mercats de capitals; al desembre de l'any anterior, Ignacio Ramonet havia escrit un editorial per a Le monde diplomatique en el qual promovia l'aplicació de la Taxa Tobin i la creació d'un grup de pressió que actués públicament en favor d'aquesta. El 3 de juny següent es va fundar Attac, amb la participació de nombrosos membres de l'esquerra francesa. En l'actualitat és present en la majoria dels països d'Europa Occidental i en un important nombre de països africans i sud-americans.

## Reivindicacions
Attac sosté que les empreses trasnacionals i els grups de pressió que acaten les seves decisions han contribuït significativament a reduir el poder de què disposen els electorats de cada país sobre les economies pròpies.
Per a revertir aquesta tendència, el moviment proposa, entre altres mesures: 
La instauració de la Taxa Tobin a nivell mundial, el control dels mercats financers, la supressió dels paradisos fiscals i la condonació del deute extern dels països del tercer món.
Així mateix reclama una reforma radical de diverses institucions financeres internacionals per tal que s'implementin mecanismes de control democràtic sobre les decisions d'aquestes institucions, en especial l'Organització Mundial de Comerç (OMC), el Fons Monetari Internacional (FMI), el Banc Mundial (BM), l'Organització per a la Cooperació i el Desenvolupament Econòmic (OCDE) i el Grup dels Vuit (G-8), entre d'altres.
Encara que Attac és totalment crítica amb els processos de globalització del capital associats a les idees polítiques del neoliberalisme, el moviment no es defineix com un grup antiglobalització, sinó que prefereix els termes altermundisme o alterglobalització, ja que defensa que una política de globalització en la qual els països menys afavorits puguin accedir a la regulació dels intercanvis en la mateixa mesura que els grans centres del capital internacional no té per què ser negativa.

## Estructura
El funcionament del moviment és descentralitzat; les organitzacions locals gestionen la seva pròpia agenda, organitzant trobades, conferències i publicacions. D'acord amb la situació política i econòmica, les accions s'estructuren de manera variable. L'objectiu central és, en tots els casos, la formació ciutadana per a permetre l'oposició intel·ligent i instruïda a l'hegemonia de l'economia neoliberal.
Attac és un dels moviments socials que va impulsar la creació del Fòrum Social Mundial el gener de 2001, i una de les organitzacions signants del document que va sorgir de la primera edició del fòrum, el Compromís de Porto Alegre.

## Crítiques
Les polítiques econòmiques promogudes per Attac han estat fortament criticades per membres d'organitzacions financeres internacionals i per diversos economistes, argumentant que constituirien una fórmula proteccionista avui obsoleta.
D'acord amb el model econòmic vigent, el proteccionisme perjudicaria els mateixos països que hauria de defensar al desincentivar el progrés tecnològic, i frenaria l'optimització de la producció basada en l'especialització internacional.
Els seus partidaris, per contra, sostenen que els beneficis de la liberalització es retenen en molt escassa mesura per als productors locals, i que l'establiment d'un llindar mínim de prosperitat és essencial abans de poder pensar a relaxar les mesures polítiques de protecció dels grups productius nacionals.